# 현도 류종식 묘소
현도 류종식 묘소(賢都 柳宗植 墓所)는 충청북도 청주시 서원구 현도면 매봉리에 있다. 2017년 3월 17일 청주시의 향토유적 제153호로 지정되었다.

## 지정 사유
세조 때 정난 좌익 공신에 오른 류종식은 현도면 노산리로 낙향하여 진주류씨 청주 입향조가 되었다.